# Isola Rizza
Isola Rizza es una localidad y comune italiana de 3.259 habitantes, ubicada en la provincia de Verona (una de las siete provincias de la región de Véneto). 

## Demografía
| Gráfica de evolución demográfica de Isola Rizza entre 1861 y 2001 |
|                                                                   |
| fuente ISTAT - elaboración gráfica a cargo de Wikipedia           |